# Franz Schoenberner
Franz Schoenberner (* 18. Dezember 1892 in Berlin; † 11. April 1970 in Teaneck/New Jersey, USA) war ein deutscher Redakteur und Schriftsteller.

## Leben und Werk
Franz Schoenberner wuchs in Berlin als elftes Kind des Pfarrers und Berliner Superintendenten Reinhold Schoenberner auf. Von 1911 bis 1914 studierte er in Berlin und München Literatur und Kunstgeschichte. Er war Lektor im Musarion Verlag und von 1923 bis 1925 Redakteur der Auslandpost, der literarischen Beilage der Allgemeine Zeitung und der Wochenschrift Süddeutscher Rundfunk. 1927 redigierte er als Nachfolger Georg Hirths die für den Jugendstil bedeutsame kritische Kunstzeitschrift Jugend. Er war Mitarbeiter und  von November 1929 bis März 1933 der letzte Chefredakteur des Simplicissimus vor Hitlers Machtergreifung. Zu seinen Freunden gehörte einer der Karikaturisten des Simplicissimus, der Mitbegründer und Mitbesitzer Thomas Theodor Heine. Schoenberner war mit Lo, geb. Richter, verheiratet gewesen, bis  sie sich 1931 getrennt hatten. Als es im Zusammenhang mit der kritischen Haltung Olaf Gulbranssons zu Konflikten mit den Nationalsozialisten kam, folgte er Heine am 20. März 1933 über die Schweiz ins Exil nach Frankreich und lebte in Roquebrune-Cap-Martin an der südfranzösischen Riviera. In dieser Zeit veröffentlichte er unter anderem in Klaus Manns Exilzeitschrift Die Sammlung, in Das Neue Tage-Buch von Leopold Schwarzschild und in der sozialdemokratischen Zürcher Zeitung Volksrecht. Lo war in München geblieben.
Nach Kriegsausbruch 1939 wurde er wie alle in Frankreich befindlichen deutschen Emigranten als „feindlicher Ausländer“ interniert. Im Internierungslager, der ehemaligen Ziegelbrennerei Les Milles bei Toulon, begegnete er so zahlreichen Künstlern und Schriftstellern wie Max Ernst, Walter Hasenclever oder Lion Feuchtwanger. 1941 floh er mit Hilfe der Flüchtlingsorganisation Emergency Rescue Committee von Varian Fry über Marseille und Lissabon nach New York.
Dort veröffentlichte er 1946 den ersten Band seiner Erinnerungen Confessions of a European Intellectual (dt. Titel: „Bekenntnisse eines europäischen Intellektuellen“). Der zweite Band The Inside Story of an Outsider (dt. Titel: „Innenansichten eines Außenseiters“) erschien 1949.
1951 wurde er in seiner Wohnung nach einer Beschwerde über Lärm brutal niedergeschlagen und verbrachte den Rest seines Lebens querschnittsgelähmt im Rollstuhl. Seine Erfahrungen und Gedanken verarbeitete er im dritten Band seiner Erinnerungen You Still Have Your Head: Excursions from Immobility (dt. Titel: „Ausflüge aus der Unbeweglichkeit“).
Erst 1965 kehrte Franz Schoenberner auf einer Reise nach 32 Jahren erstmals nach Deutschland zurück. Er starb 1970 in Teaneck/New Jersey.

## Werke
- Confessions of a European Intellectual. New York, MacMillan 1946. Erster Teil der Erinnerungen von Franz  Schoenberner.
  - deutsche Ausgabe: Bekenntnisse eines europäischen Intellektuellen. Icking und München, Kreisselmeier Verlag 1964
- The Inside Story of an Outsider. New York, MacMillan 1949. Zweiter Teil der Erinnerungen von Franz Schoenberner.
  - deutsche Ausgabe: Innenansichten eines Außenseiters. Icking und München, Kreisselmeier Verlag 1965.
- You Still Have Your Head: Excursions from Immobility. New York, MacMillan 1957.
  - deutsche Ausgabe: Ausflüge aus der Unbeweglichkeit. Icking und München, Kreisselmeier Verlag 1966.
- Der Weg der Vernunft und andere Aufsätze. Icking und München, Kreisselmeier Verlag 1969.

## Briefe
- Erwin Panofsky: Korrespondenz 1910 bis 1936. Herausgegeben von Dieter Wuttke. Harrassowitz  Wiesbaden 2001
- Die Wahrheit ist oft unwahrscheinlich. Thomas Theodor Heines Briefe an Franz Schoenberner aus dem Exil. Herausgegeben von Thomas Raff. Wallstein, Göttingen 2004, ISBN 3-89244-465-X.
- Franz Schoenberner/Hermann Kesten: Briefwechsel im Exil 1933-1945. Herausgegeben von Frank Berninger. Mit einem Vorwort von Gerhard Schoenberner. Wallstein, Göttingen 2008, ISBN 3-8353-0252-3.